# Vastese Calcio 1992-1993
Questa voce raccoglie le informazioni riguardanti  la Vastese Calcio nelle competizioni ufficiali della stagione 1992-1993.

## Rosa
| N. |                   | Ruolo | Calciatore           |
| -- | ----------------- | ----- | -------------------- |
|    | Italia (bandiera) | C     | Alessandro Alpini    |
|    | Italia (bandiera) | A     | Stefano Bombino      |
|    | Italia (bandiera) | D     | Giorgio Castorani    |
|    | Italia (bandiera) |       | Ceglia               |
|    | Italia (bandiera) | D     | Damiano Cesari       |
|    | Italia (bandiera) | P     | Giuseppe De Filippis |
|    | Italia (bandiera) | D     | Paolo Di Lena        |
|    | Italia (bandiera) | A     | Bruno Gava           |
|    | Italia (bandiera) | C     | Domenico Giacomarro  |
|    | Italia (bandiera) | C     | Manolo Guindani      |
|    | Italia (bandiera) | C     | Federico Lunardon    |

| N. |                   | Ruolo | Calciatore          |
| -- | ----------------- | ----- | ------------------- |
|    | Italia (bandiera) | A     | Emiliano Malaccari  |
|    | Italia (bandiera) | D     | Fabio Manganiello   |
|    | Italia (bandiera) | D     | Massimo Mottalini   |
|    | Italia (bandiera) | D     | Giuseppe Naccarella |
|    | Italia (bandiera) | C     | Giovanni Picasso    |
|    | Italia (bandiera) | P     | Alberto Raveane     |
|    | Italia (bandiera) | A     | Enrico Russo        |
|    | Italia (bandiera) | D     | Ugo Sarracino       |
|    | Italia (bandiera) | C     | Daniele Simeoni     |
|    | Italia (bandiera) | C     | Giorgio Ventrella   |